# Raionul Mîronivka, Kiev
Mîronivka (în ucraineană Миронівський район, transliterat: Mîronivskîi raion) este un raion în regiunea Kiev, Ucraina. Reședința sa este orașul Mîronivka.

## Demografie
Componența lingvistică a raionului Mîronivka
     Ucraineană (96,68%)
     Rusă (2,95%)
     Alte limbi (0,16%)
Conform recensământului din 2001, majoritatea populației raionului Mîronivka era vorbitoare de ucraineană (96,68%), existând în minoritate și vorbitori de rusă (2,95%).